# Шиловская (Плесецкий район)
Шиловская — деревня в Плесецком районе Архангельской области. Входит в состав Оксовского сельского поселения.

## География
Деревня расположена в 1 километре от Оксовского.
Часовой пояс
Деревня Шиловская, как и вся Архангельская область, находится в часовой зоне МСК (московское время). Смещение применяемого времени относительно UTC составляет +3:00.

## Население
| 2002 | 2010 | 2012 |
| ---- | ---- | ---- |
| 20   | ↘8   | ↗15  |